# Stalaggh
Stalaggh – holenderski zespół łączący noise z dark ambientem i industrial-black metalem. Nazwa zespołu pochodzi od niemieckich nazistowskich obozów koncentracyjnych stalag z II wojny światowej, a dodatkowe litery g i h są skrótem od global holocaust. Muzycy zespołu pochodzą z Holandii i Belgii.

## Historia
Zespół powstał w 2000 r. Jeden z muzyków prawdopodobnie pracował w szpitalu psychiatrycznym. Udało mu się wykorzystać pacjentów tego szpitala przy nagrywaniu wokali. Jeden z nich był rzekomo mordercą.
W 2008 r. członkowie zespołu utworzyli nowy zespół o podobnym profilu – Gulaggh.

## Dyskografia
- Projekt Nihil (2003)
- Projekt Terror (2004)
- Nihilistik Terror (2006)
- Projekt Misanthropia (2007)[2]